# Veytaux
Veytaux – miejscowość i gmina (commune) w zachodniej Szwajcarii, w kantonie Vaud, w okręgu (district) Riviera-Pays-d’Enhaut. Leży nad Jeziorem Genewskim.

## Demografia
W Veytaux mieszka 975 osób. W 2021 roku 37,5% populacji gminy stanowiły osoby urodzone poza Szwajcarią.

## Transport
Przez teren gminy przebiegają autostrada A9 oraz droga główna nr 9.